# Ligue des champions de la CAF 2001
Navigation
Édition précédente Édition suivante
La Ligue des champions de la CAF 2001 est la 37e édition de la plus importante compétition africaine de clubs. Le club vainqueur de la compétition est désigné champion d'Afrique des clubs 2001. Cette édition, la cinquième sous la dénomination Ligue des champions, voit l'introduction des demi-finales après la phase de groupes.

## Phase qualificative

### Tour préliminaire
| Équipe 1          | Résultat | Équipe 2               | Aller | Retour | Tab   |
| ----------------- | -------- | ---------------------- | ----- | ------ | ----- |
| Real de Banjul FC | 1 - 0    | Futebol Clube de Derby | 0 - 0 | 1 - 0  | -     |
| Inter Bom-Bom     | 0 - 3    | Sony Elá Nguema        | 0 - 2 | 0 - 1  | -     |
| AS Fortior        | 1 - 3    | Saint-Michel United    | 0 - 0 | 1 - 3  | -     |
| Red Sea FC        | 2 - 2    | Tourbillon FC          | 2 - 0 | 0 - 2  | 4 - 2 |
| ASDR Fatima       | 1 - 1    | Rayon Sports FC        | 1 - 0 | 0 - 1  | -     |
| AS Marsouins      | 3 - 1    | Mbabane Highlanders    | 1 - 1 | 2 - 0  | -     |
| AS Mangasport     | 0 - 4    | USFA Ouagadougou       | 0 - 1 | 0 - 3  | -     |

### Premier tour
| Équipe 1             | Résultat | Équipe 2            | Aller | Retour | Tab   |
| -------------------- | -------- | ------------------- | ----- | ------ | ----- |
| ASC Diaraf           | 2 - 1    | Real de Banjul FC   | 1 - 0 | 1 - 1  | -     |
| ASEC Mimosas         | 2 - 2    | Stade malien        | 2 - 0 | 0 - 2  | 4 - 3 |
| Julius Berger FC     | 8 - 0    | Sony Elá Nguema     | 5 - 0 | 3 - 0  | -     |
| Villa SC             | 4 - 3    | Vital’O FC          | 2 - 2 | 2 - 1  | -     |
| AS Marsouins         | 4 - 4E   | Saint-Michel United | 3 - 2 | 1 - 2  | -     |
| Al Ahly SC           | 3 - 1    | Red Sea FC          | 3 - 0 | 0 - 1  | -     |
| ES Tunis             | 4 - 1    | JS Ténéré           | 1 - 0 | 3 - 1  | -     |
| Saint-George SA      | 1 - 1E   | Tusker FC           | 1 - 1 | 0 - 0  | -     |
| Young Africans FC    | -        | Highlanders FC      | 2 - 2 | -,     | -     |
| Mamelodi Sundowns FC | 2 - 0    | CD Costa do Sol     | 0 - 0 | 2 - 0  | -     |
| CR Belouizdad        | 3 - 1    | Al Ahly Tripoli     | 2 - 0 | 1 - 1  | -     |
| Al Merreikh          | 4 - 1    | Power Dynamos FC    | 2 - 0 | 2 - 1  | -     |
| Raja CA              | 3 - 3E   | USFA Ouagadougou    | 2 - 0 | 1 - 3  | -     |
| TP Mazembe           | 2 - 0    | ASDR Fatima         | 1 - 0 | 1 - 0  | -     |
| Hearts of Oak SC     | 4 - 6    | Étoile du Congo     | 3 - 1 | 1 - 5  | -     |
| Fovu Baham           | 4 - 5    | Petro Atlético      | 2 - 2 | 2 - 3  | -     |

### Deuxième tour
| Équipe 1             | Résultat | Équipe 2            | Aller | Retour | Tab   |
| -------------------- | -------- | ------------------- | ----- | ------ | ----- |
| ASEC Mimosas         | 2 - 2    | ASC Diaraf          | 2 - 0 | 0 - 2  | 3 - 2 |
| Villa SC             | 1 - 3    | Julius Berger FC    | 1 - 0 | 0 - 3  | -     |
| Al Ahly SC           | 6 - 0    | Saint-Michel United | 5 - 0 | 1 - 0  | -     |
| Tusker FC            | 2 - 2E   | ES Tunis            | 2 - 1 | 0 - 1  | -     |
| Mamelodi Sundowns FC | 6 - 5    | Young Africans FC   | 3 - 2 | 3 - 3  | -     |
| Al Merreikh          | 2 - 3    | CR Belouizdad       | 2 - 0 | 0 - 3  | -     |
| TP Mazembe           | 3 - 2    | Raja CA             | 2 - 0 | 1 - 2  | -     |
| Petro Atlético       | 6 - 3    | Étoile du Congo     | 4 - 1 | 2 - 2  | -     |

## Phase de groupes

### Groupe A
| Rang | Équipe               | Pts | J | G | N | P | Bp | Bc | Diff |  | Résultats (▼ dom., ► ext.) |     |     |     |     |
| ---- | -------------------- | --- | - | - | - | - | -- | -- | ---- |  | -------------------------- | --- | --- | --- | --- |
| 1    | ES Tunis             | 9   | 6 | 2 | 3 | 1 | 8  | 7  | +1   |  | ES Tunis                   |     | 0-0 | 3-2 | 2-1 |
| 2    | Mamelodi Sundowns FC | 9   | 6 | 2 | 3 | 1 | 2  | 2  | 0    |  | Mamelodi Sundowns FC       | 0-0 |     | 1-0 | 1-0 |
| 3    | Julius Berger FC     | 7   | 6 | 2 | 1 | 3 | 6  | 6  | 0    |  | Julius Berger FC           | 1-1 | 2-0 |     | 1-0 |
| 4    | TP Mazembe           | 7   | 6 | 2 | 1 | 3 | 5  | 6  | -1   |  | TP Mazembe                 | 3-2 | 0-0 | 1-0 |     |

### Groupe B
| Rang | Équipe         | Pts | J | G | N | P | Bp | Bc | Diff |  | Résultats (▼ dom., ► ext.) |     |     |     |     |
| ---- | -------------- | --- | - | - | - | - | -- | -- | ---- |  | -------------------------- | --- | --- | --- | --- |
| 1    | Petro Atlético | 12  | 6 | 4 | 0 | 2 | 10 | 8  | +2   |  | Petro Atlético             |     | 1-3 | 0-1 | 2-1 |
| 2    | Al Ahly SC     | 12  | 6 | 4 | 0 | 2 | 9  | 7  | +2   |  | Al Ahly SC                 | 2-4 |     | 2-1 | 1-0 |
| 3    | ASEC Mimosas   | 10  | 6 | 3 | 1 | 2 | 12 | 5  | +7   |  | ASEC Mimosas               | 1-2 | 1-0 |     | 7-0 |
| 4    | CR Belouizdad  | 1   | 6 | 0 | 1 | 5 | 2  | 13 | -11  |  | CR Belouizdad              | 0-1 | 0-1 | 1-1 |     |

## Phase finale

### Demi-finales
| Équipe 1             | Résultat | Équipe 2       | Aller | Retour | Tab   |
| -------------------- | -------- | -------------- | ----- | ------ | ----- |
| Mamelodi Sundowns FC | 2 - 2    | Petro Atlético | 2 - 0 | 0 - 2  | 5 - 3 |
| Al Ahly SC           | 1 - 1E   | ES Tunis       | 0 - 0 | 1 - 1  | -     |

### Finale
| Aller           | Mamelodi Sundowns FC | 1 - 1 | Al Ahly SC       | Loftus Versfeld Stadium, Pretoria            |                                              |
| 8 décembre 2001 | Kampamba 26e         |       | 58e Abdel Hafeez | Spectateurs : 5 000 Arbitrage : Coffi Codjia | Spectateurs : 5 000 Arbitrage : Coffi Codjia |
| 8 décembre 2001 | Rapport              |       |                  | Spectateurs : 5 000 Arbitrage : Coffi Codjia | Spectateurs : 5 000 Arbitrage : Coffi Codjia |

| Retour           | Al Ahly SC              | 3 - 0 | Mamelodi Sundowns FC | Stade international, Le Caire                         |                                                       |
| 21 décembre 2001 | Bebo 37e (pen.) 45e 90e |       |                      | Spectateurs : 80 000 Arbitrage : Abderrahim El Arjoun | Spectateurs : 80 000 Arbitrage : Abderrahim El Arjoun |
| 21 décembre 2001 | Rapport                 |       |                      | Spectateurs : 80 000 Arbitrage : Abderrahim El Arjoun | Spectateurs : 80 000 Arbitrage : Abderrahim El Arjoun |

## Vainqueur
| Ligue des champions de la CAF Vainqueur 2001 |
| -------------------------------------------- |
| Al Ahly SC Troisième titre                   |